# Hail The New Dawn
Hail the New Dawn är det brittiska vit maktbandet Skrewdrivers andra studioalbum, släppt 1984 på den tyska labeln Rock-O-Rama Records. 
Alla låtar är skrivna av Ian Stuart utom "Tomorrow Belongs to Me", som är en cover av en sång från musikalen och filmen Cabaret. Texten på titelspåret "Hail The New Dawn" är en lätt ändrad version av British Union of Fascists' partisång.

## Låtlista
1. "Hail the New Dawn" – 3:18
2. "Our Pride Is Our Loyalty" – 2:12
3. "Before the Night Falls" – 2:55
4. "Justice" – 2:02
5. "R & N" – 2:00
6. "Flying the Flag" – 2:11
7. "If There's a Riot" – 1:45
8. "Tomorrow Belongs to Me" (Ebb/Kander) – 2:56
9. "Europe Awake" – 2:23
10. "Soldier of Freedom" – 2:20
11. "Skrew You" – 2:21
12. "Pennies from Heaven" – 2:05
13. "Power from Profit" – 3:33
14. "Free My Land" – 5:22
15. "Don't Let Them Pull You Down" – 2:37
16. "Tearing Down the Wall" – 2:10

## Medverkande
- Ian Stuart - sång
- Adam Douglas - gitarr
- Murray Holmes - bas
- Mark Sutherland - trummor [1]